# Meijerfeldts värvade dragonregemente
Meijerfelts värvade dragonregemente var en dragonregemente i svensk tjänst åren 1704–1709. Dragonregementet bestod av värvade dragoner och bildades år 1704 och försvann efter slaget vid Poltava år 1709. Regementet bestod av mellan 600 och 1 250 dragoner. 

## Förbandschefer
- 1704-1709: Johan August Meijerfeldt